# Mojstir
Mojstir (cyr. Мојстир) – wieś w Czarnogórze, w gminie Bijelo Polje. W 2011 roku liczyła 102 mieszkańców.